# Kopretiny pro zámeckou paní
Kopretiny pro zámeckou paní je česká filmová komedie z roku 1981 v režii Josefa Pinkavy.

## Obsah
Komedie o první lásce Kateřiny Krásné, která tráví prázdniny na hradě Krabonoši, kde jsou její rodiče kastelány. Všechno se ale mění příjezdem mladého průvodce – studenta historie Petra. Kateřině se Petr zalíbí a zamiluje se. Pro Petra je Kateřina jen malá holka. Katka se snaží upoutat Petrovu pozornost všemi možnými způsoby, ale všechno je marné. Udělá poslední zoufalý pokus a finguje krádež korbelíků z hradní sbírky. Až po příjezdu Veřejné bezpečnosti si Katka uvědomí, že to přehnala, ale konečně se jí podaří přinutit Petra, aby si jí všiml.

## Obsazení
| Sylva Julinová    | Kateřina Krásná     |
| Jan Hartl         | Petr                |
| František Husák   | Katčin otec         |
| Zdena Hadrbolcová | Katčina matka       |
| Jana Tomšů        | Ida                 |
| Eva Holubová      | Hanka               |
| Tomáš Vacek       | Tonda               |
| Jiřina Jelenská   | průvodkyně Těšíková |
| Stanislav Tříska  | Těšík               |
| Pavel Klůs        | Pavluša             |
| Jiří Tomek        | poručík VB          |
| Věra Tichánková   | babička Kocourková  |

## Tvůrci
- Josef Pinkava – režie
- Jaroslav Petřík – scénář
- Stanislav Rudolf – námět
- Karel Svoboda – hudba